# Racisme d'État
Ne doit pas être confondu avec Racisme systémique.

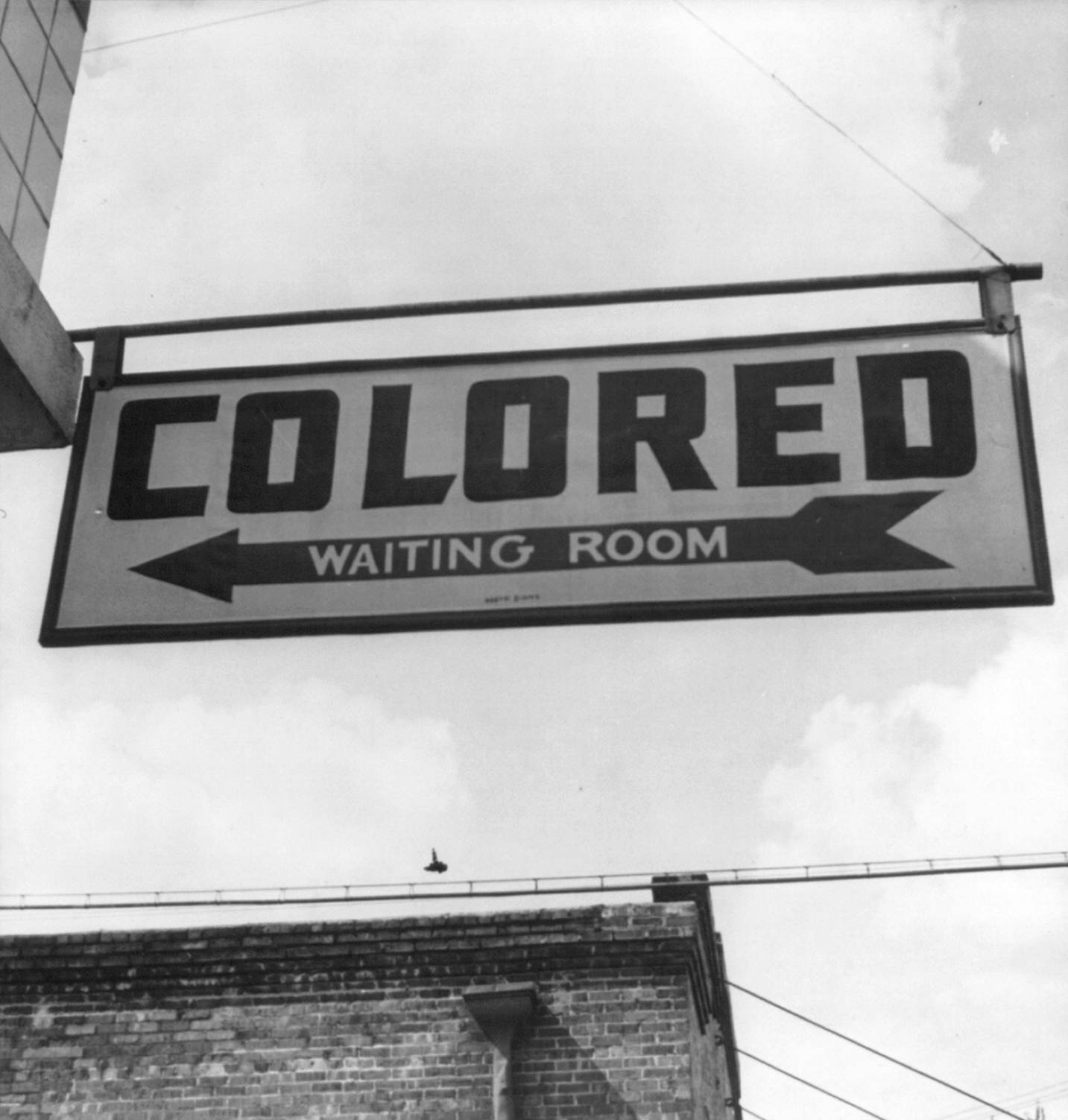
Un panneau désignant la salle d'attente réservée uniquement aux « personnes de couleurs », en 1943, aux États-Unis, pendant la ségrégation raciale.

Le racisme d'État, aussi conceptualisé sous le terme de « racisme institutionnel » est une ségrégation raciste institutionnalisée. 

## Ségrégation institutionnalisée dans l'Histoire
La notion de « racisme d'État » désigne le racisme inscrit dans la loi, par les États ayant appliqué des politiques ségrégationnistes, affichant une idéologie officielle explicitement raciste et institutionnalisée. L’historien américain George M. Fredrickson recense trois régimes politiques « ouvertement racistes » au XXe siècle : le sud des États-Unis sous les lois Jim Crow (1865-1964), l’Afrique du Sud sous l’apartheid (1948-1991) et l’Allemagne nazie (1933-1945).

### Afrique du Sud
En Afrique du Sud, pendant l'apartheid, le racisme institutionnel a été un puissant moyen d'exclure l'accès aux ressources et du pouvoir toute personne non blanche. Les discriminations étaient plus ou moins marquées suivant les groupes ethniques. Les personnes noires étaient confrontées à des formes d'exclusion et d'exploitation plus sévères que les personnes d'origine indienne. Un exemple de racisme institutionnel en Afrique du Sud est la loi de 1913 sur les terres autochtones, qui réservait 90 % des terres à l'usage des Blancs, et la loi de 1923 sur les zones urbaines autochtones, qui contrôlait l'accès aux zones urbaines, ce qui permettait aux agriculteurs de conserver la main-d'œuvre sur leurs terres. Les Africains noirs, qui formaient la majorité de la population, étaient relégués dans des réserves rurales stériles,.
L'apartheid, qui devient un « régime politique » en 1948, est aboli en 1991.

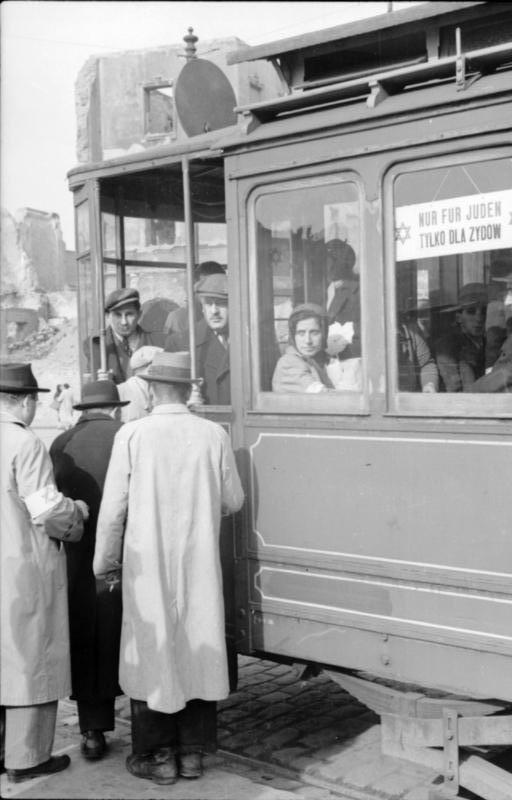
Un tramway à Varsovie (1941), le panonceau indique « Seulement pour les Juifs » (Nur für Juden).

### Troisième Reich nazi
Le Troisième Reich met en place, de 1933 à 1945, des politiques racistes et antisémites fondées sur le mythe de la « race aryenne » et des thèses racialistes.
Ces politiques s'appuient sur une législation particulière, notamment sur les lois de Nuremberg de 1935. Néanmoins, ce programme raciste dépasse le strict cadre législatif et s'incarne dans d'autres volets, tels le programme T-4 d'euthanasie, ou un programme eugénique visant à la « pureté raciale ». Ces politiques culminent durant la Seconde Guerre mondiale dans le génocide des Juifs européens, Porajmos (l'extermination des Tsiganes), le massacre de populations slaves sur le Front de l'Est, la répression des homosexuels et les mauvais traitements infligés aux Allemands noirs.

#### Législation raciste
Les lois de Nuremberg sont trois textes adoptés par le Reichstag à l'initiative d'Adolf Hitler, lors d'une session du parlement tenue à Nuremberg le 15 septembre 1935. La loi sur la citoyenneté du Reich (Reichsbürgergesetz) dispose en son article 2, §1, qu'« un citoyen du Reich est uniquement une personne de sang allemand ou apparenté et qui, à travers son comportement, montre qu'elle est à la fois désireuse et capable de servir loyalement le peuple allemand et le Reich » ; au §3, elle précise que seuls les citoyens du Reich jouissent de la totalité des droits politiques. Pour Richard J. Evans, « tous les autres, les Juifs surtout mais aussi tout opposant potentiel au régime et même ceux qui s'en distanciaient tacitement par leur manque d'enthousiasme pour sa politique, étaient relégués au rang de « ressortissants de l'État ». Tout en n'ayant aucun droit politique, ils demeuraient les « obligés » du Reich ». La loi sur la protection du sang et de l'honneur allemand (Gesetz zum Schutze des deutschen Blutes und der deutschen Ehre) établit une série d'interdictions imposées aux Juifs, et permet au pouvoir politique de s'immiscer dans la vie privée des Allemands.
Le paragraphe 175 du code pénal allemand, qui interdisait depuis 1871 l'homosexualité, est l'outil d'une répression de la prostitution et de l'homosexualité : les inculpations sont multipliées par cinq entre 1934 et 1935, puis l'article lui-même est renforcé en 1935.

#### Politique raciste
Le programme Aktion-T4 est une campagne d'extermination d'adultes handicapés physiques et mentaux. Menée officiellement de 1939 à août 1941, quoique de façon secrète, elle fait de 70 000 à 80 000 victimes.

### Ségrégation raciale aux États-Unis
La ségrégation raciale est institutionnalisée aux États-Unis entre 1876 et 1965. Il s'agit d'une ségrégation de jure, d'abord issue des lois Jim Crow, qui sont une série d’arrêtés et de règlements promulgués généralement dans les États du Sud des États-Unis ou dans certaines de leurs municipalités. Ces lois distinguaient les citoyens selon leur appartenance raciale et, tout en admettant leur égalité de droit, elles imposèrent une ségrégation de droit dans tous les lieux et services publics. Les plus importantes introduisaient la ségrégation dans les écoles et dans la plupart des services publics, y compris les trains et les bus.
Né à la suite de la guerre de Sécession, le système ségrégationniste s’ancre ensuite progressivement dans le droit américain, notamment via l’arrêt de la Cour suprême de 1896 Plessy v. Ferguson. Il repose sur une doctrine dite « Séparés mais égaux ».
La ségrégation de jure est abolie sous l’effet du mouvement des droits civiques au cours des années 1960. La ségrégation scolaire a été déclarée inconstitutionnelle par la Cour suprême des États-Unis en 1954 (arrêt Brown v. Board of Education). Les autres Lois Jim Crow ont été abolies par le Civil Rights Act de 1964 et le Voting Rights Act de 1965.

### Ségrégation raciale et antisémite en France

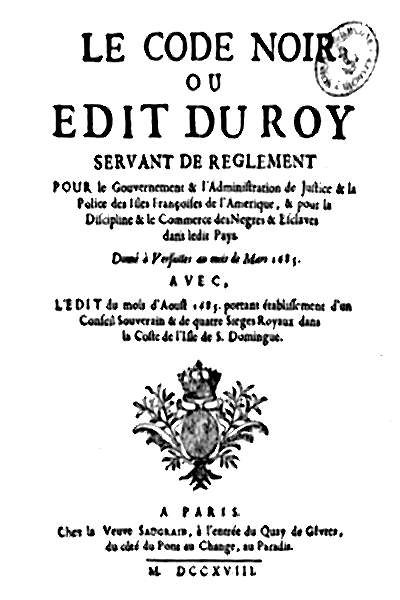
Le Code Noir ou Edit du Roi, édition Saugrain de 1718

#### Code noir
Dans le contexte de l'esclavage, le Code noir est le titre donné à l’Ordonnance royale ou Édit royal de mars 1685 touchant la police des îles de l'Amérique française de 1718, puis aux édits similaires de 1723 sur les Mascareignes et de 1724 sur la Louisiane, et enfin, à partir du milieu du XVIIIe siècle, aux recueils de textes juridiques relatifs aux territoires français d'outre-mer où l'esclavage était pratiqué. Cet ensemble de textes législatifs institutionnalise et marque du sceau de la légalité des pratiques de domination, d'exploitation et de ségrégation que l'esclavage avait fait émerger.
Le Code noir est ainsi un « instrument juridique coercitif qui, tout en encadrant les pratiques trop arbitraires des maîtres, fait de l'esclave une personne de non-droit, un objet, un "bien meuble" ». Les historiens Gilles Havard et Cécile Vidal attestent en outre de l'élaboration d'un racisme d'État, reposant sur le concept de la pureté du sang, en Amérique française au XVIIIe siècle.

#### Code de l'indigénat
Le terme de Code de l'indigénat renvoie non pas à un code juridique unifié, mais à une législation d'exception et un ensemble de pratiques disparates utilisées dans les territoires du second empire colonial français depuis le milieu du XIXe siècle jusqu'après la Seconde Guerre mondiale. En février 1944, la conférence de Brazzaville recommande la suppression de l'indigénat, qui est aboli en Algérie par l'ordonnance du 7 mars 1944 puis dans l'ensemble des colonies françaises en 1946. Cependant, certaines pratiques perdurent jusqu'aux indépendances.
Cette législation d'exception est étudiée par plusieurs historiens : Gilles Manceron la décrit comme un « racisme républicain », Carole Reynaud-Paligot comme une « République raciale », alors qu'Olivier Le Cour Grandmaison insiste sur une « législation discriminatoire et raciste ». Pour Emmanuelle Saada, dans les colonies françaises et avec l'indigénat, « le droit a été une des instances de production de la race »,.
L'historien Laurent Dornel indique qu'en métropole et pendant la Première Guerre mondiale, la main-d'œuvre coloniale a vécu une quadruple exclusion, raciale, sociale, sexuelle et politique, sans que l'on puisse pour autant parler d'un racisme d'État : « cette politique officielle française s'est appuyée sur une conception raciale de la culture, de l'économie ou des rapports sociaux, qui a justifié, par l'étroite corrélation entre ethnicité et emploi, un quasi-asservissement économique. Pendant ces années de guerre se sont dessinés les contours de ce que sera, bientôt, "l'immigré" : un corps-machine, sans visage, en même temps qu'un déraciné dont il faut toujours se méfier ».

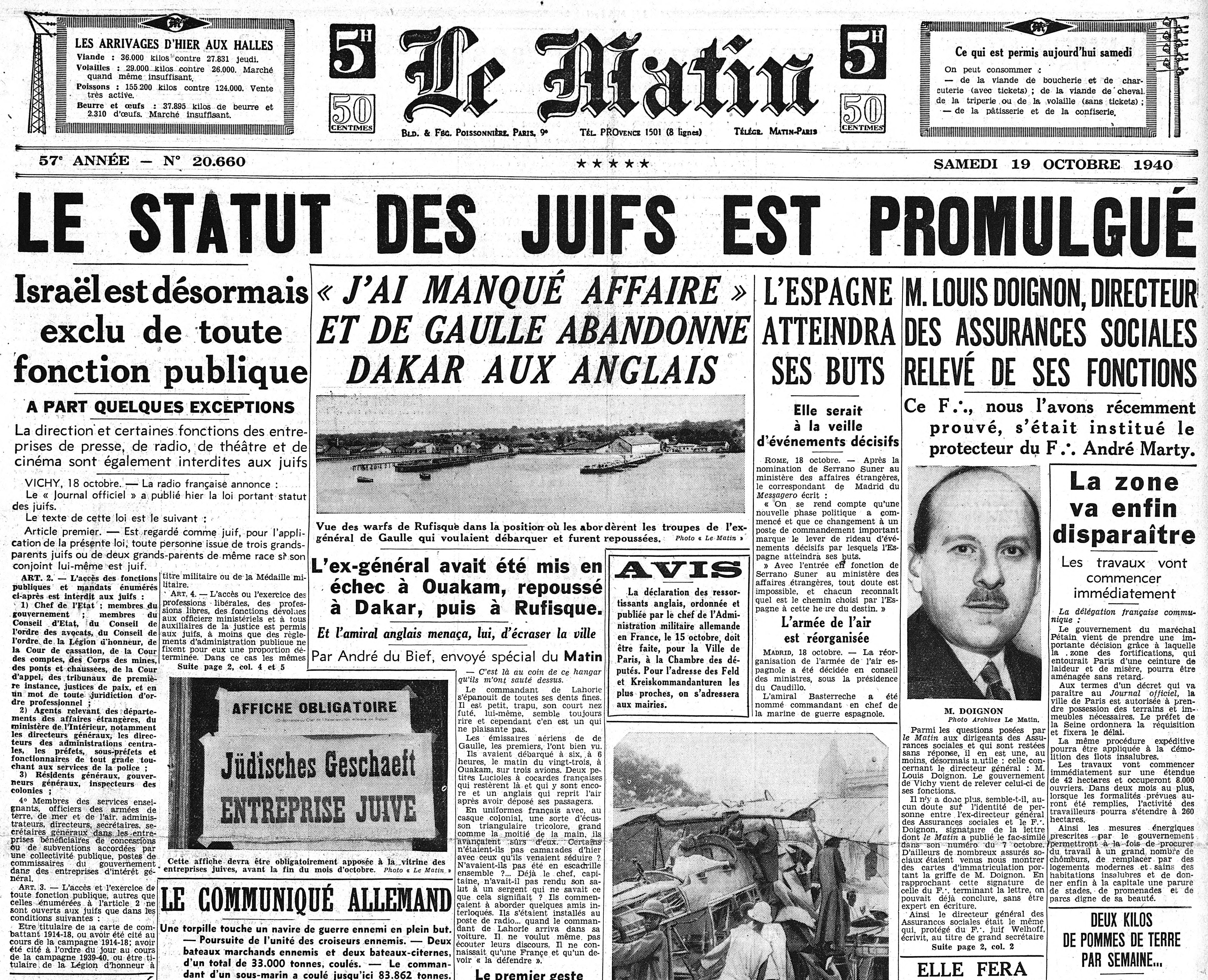
Une du journal Le Matin (no 20666) du 19 octobre 1940 annonçant la promulgation du statut des Juifs.

#### Vichy et l'antisémitisme d'État
Le régime de Vichy est dirigé par Philippe Pétain, qui assure le gouvernement de la France au cours de la Seconde Guerre mondiale, du 10 juillet 1940 au 20 août 1944 durant l’occupation du pays par le Troisième Reich.
Pendant cette période, l'antisémitisme intègre le droit positif et devient une « véritable politique publique ». Plusieurs discriminations légales sont mises en œuvre par le régime, visant les étrangers, dont les Allemands qui s'étaient réfugiés en France, mais également les Français d'origine étrangère : la loi du 17 juillet 1940 exclut de la fonction publique les Français naturalisés, et celle du 22 juillet 1940 prévoit de revenir sur les naturalisations intervenues depuis 1927.
La loi portant statut des Juifs donne une définition, à son sens légale, à l'expression « de race juive » qui est employée pour la mise en œuvre, dans le cadre de la Révolution nationale, d'une politique corporatiste et raciale antisémite. Un ensemble de textes législatifs portant sur le statut des Juifs sert de base à une politique de discrimination et de collaboration avec l'Allemagne nazie. La Police française, ainsi que la Gendarmerie française exécutent les ordres d'arrestations des Juifs, enfants compris, décidés par les autorités allemandes en zone occupée, et les acheminent vers les camps de concentration français (dont le camp de Drancy). Plus tard, les fonctionnaires du régime de Vichy continuent de les remettre aux nazis dans le cadre de la Shoah. Ainsi, le « fichier Tulard », constitué par la préfecture de police de Paris, est transmis au service IV J de la Gestapo, chargé de ladite « question juive ».

## Racisme institutionnel auxXXeetXXIesièclesdans le monde

### Malaisie
Les Chinois de Malaisie et les Indo-Malaisiens constituent une part importante des minorités ethniques en Malaisie. Ils représentent respectivement environ 23,2 % et 7 % de la population. Ces minorités ethniques ont droit à la citoyenneté par la Constitution malaisienne mais selon des conditions qui les désavantagent et les discriminent. En effet, l'article 153 de la Constitution de Malaisie (en) de 1957 garantit la « position » et les « privilèges » spéciaux du peuple malais musulman en tant que « Malaisiens de souche ». Il est illégal d'abroger cet article de loi.
En 1970, une nouvelle politique économique est en mise en place en Malaisie avec un programme de discrimination positive visant à accroître la part de l'économie détenue par la population malaise autochtone. Cette nouvelle politique introduit des quotas pour les Malais dans des domaines tels que l'éducation publique, l'accès au logement, les importations de véhicules, les contrats gouvernementaux et la propriété partagée. Initialement conçu comme une mesure visant à réduire la faible participation des Malais à l'économie et à diminuer le nombre de Malais pauvres. Dans la Malaisie post-moderne, ce droit dans les domaines politique, législatif, monarchique, religieux, éducatif, social et économique a entraîné une baisse de la productivité et de la compétitivité des Malais. Quant à l'élite malaise, ce « privilège » a été abusé au point que les Malais pauvres restent pauvres, tandis que les Malais riches deviennent plus riches, ce qui est le résultat du copinage malais, de processus d'appel d'offres non concurrentiels et non transparents pour les projets gouvernementaux favorisant les candidats Bumiputera - ce qui a entraîné une inégalité intra-ethnique plus profonde.
Les véritables indigènes, plus connus sous le nom d'Orang Asli, restent marginalisés et voient leurs droits ignorés par le gouvernement malaisien.
L'article 160 de la Constitution de Malaisie (en) définissant un Malais comme « pratiquant la religion de l'Islam », les personnes éligibles pour bénéficier des lois assistant le bumiputra sont, en théorie, soumises à la loi religieuse appliquée par le système parallèle des tribunaux de la Chariah.

### Mauritanie
En Mauritanie, l'esclavage persiste avec un fondement raciste. Les employeurs d'esclaves arabes utilisent des esclaves noirs et la race est une source première de division,.
La persistance de l’esclavage, en Mauritanie, s’explique par de multiples causes que seuls de profonds changements institutionnels, de mentalité et une volonté politique peuvent changer.
La société mauritanienne est minée par les divisions ethniques et la hiérarchie selon la couleur de peau.
Le gouvernement a été suspecté de chercher à exclure une partie des Négro-Mauritaniens de la nationalité mauritanienne.

### Inde
En Inde, diverses minorités, notamment du nord-est de l'Inde, subissent des formes de discrimination raciale institutionnelle,. Ce racisme prend parfois des formes violentes, comme le 18 février 1983, où 18 villages de Bengalais ont été attaqués et les villageois massacrés.
En janvier 2014, le ministre du droit de Delhi, Somnath Bharti, accompagné de partisans, a mené un raid illégal et harcelé des jeunes femmes ougandaises en prétendant qu'elles faisaient partie d'un racket de drogue et de prostitution.
L'écrivain Thangkanlal Ngathe a écrit un essai sur le racisme institutionnel en Inde.

### Soudan
Au Soudan, avant la scission du Soudan du Sud, l'adoption imposée de la culture islamique et arabe dans les institutions nationales a entraîné l'exclusion des musulmans africains, des chrétiens africains et animistes,. La constitution plaçait les non-musulmans dans une situation d'infériorité dans leur pays.
Les institutions publiques au Soudan se caractérisent par des signes extrêmes de racisme, qui sont ancrés dans les institutions nationales et visent la population des Africains noirs. Par exemple, les habitants qui vivent dans des ghettos autour de Khartoum sont pour la plupart des personnes qui ont été expulsés de leur lieu d'origine. Le gouvernement dirigé par le président Al-Bashir a intensifié les expulsions de ces groupes spécifiques. Il autorisait pour cela la police à déporter des populations noires dans des lieux désolés.
L'esclavage est toujours pratiqué au Soudan. Les esclavagistes arabes choisissent leurs victimes en fonction de leur race, de leur ethnie et de leur religion et considèrent les Noirs du Sud comme des infidèles inférieurs,.
Le Soudan a été le théâtre de la seconde guerre civile soudanaise qui a notamment vu, selon certains analystes, les populations civiles noires du Sud être victime d'une politique du pouvoir arabe de Khartoum d'inspiration raciste et totalitaire sous la forme d'une guerre d'extermination. Selon un certain nombre d’observateurs kényans, un racisme systématique est à l'origine des violences et la cause profonde de la volonté arabe d’élimination systématique des Noirs au Darfour.

### Turquie
En Turquie, le racisme et les discriminations ethniques sont présents dans la société et tout au long de son histoire. Ce racisme et cette discrimination ethnique sont également institutionnels à l'encontre des minorités non musulmanes et non sunnites,,,,,,.

## Racisme institutionnel auxXXeetXXIesièclesen Occident

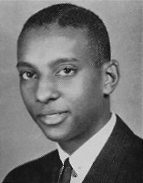
Stokely Carmichael en 1960

Après l'abolition de la ségrégation raciale aux États-Unis, en 1967, les militants Stokely Carmichael et Charles V. Hamilton (en) publient le livre Le Black Power: pour une politique de libération aux États-Unis, où ils conceptualisent, sous les appellations de « racisme institutionnel » et « racisme systémique », l'idée d'un racisme voilé qui continuerait selon eux à structurer l'ordre social, malgré les lois qui proclament l'égalité. Carmichael et Hamilton y écrivent que le racisme individuel serait souvent identifiable, mais que le racisme institutionnel serait moins perceptible en raison de sa nature « moins ouverte, beaucoup plus subtile ». Selon eux, le racisme institutionnel « trouve son origine dans l'action de forces établies et respectées de la société, et reçoit par conséquent bien moins de critique publique que [le racisme individuel] ». Ils donnent des exemples :

« Quand des terroristes blancs posent des bombes dans une église noire et tuent cinq enfants noirs, c'est un acte de racisme individuel, critiqué par l'ensemble de la société. Mais quand dans la même ville de Birmingham (Alabama), cinq cents bébés noirs meurent chaque année du manque d'électricité, de nourriture, d'abri et de soins médicaux, et des milliers d'autres sont détruits et blessés physiquement, émotionnellement et intellectuellement à cause de la pauvreté et de la discrimination de la communauté noire, c'est du racisme institutionnel. Quand une famille noire emménage dans un quartier blanc et est lynchée, brûlée ou expulsée, elle est victime de violence individuelle et ouverte que l'ensemble de la population condamne. Mais c'est le racisme institutionnel qui garde les Noirs enfermés dans des logements insalubres et à moitié en ruines, sujets à l'exploitation quotidienne de leurs propriétaires, des marchands, des prêteurs sur gages et des agents immobiliers qui les discriminent. La société fait semblant de ne pas connaître cette situation, ou alors elle est incapable d'y réagir concrètement. »

En 1999, William Macpherson (en) rédige un rapport pour le gouvernement britannique. Il y définit le racisme institutionnel comme « l'échec collectif d'une organisation pour fournir un service approprié et professionnel aux gens en raison de leur couleur, de leur culture ou de leur origine ethnique. On le voit ou on le détecte lors de processus, d'attitudes et de comportements qui provoquent une discrimination par le moyen de préjugés inconscients, de l'ignorance, du manque de réflexion et de stéréotypes racistes qui désavantagent les personnes originaires de minorités ethniques ».
En France, Michel Foucault enseigne dès 1976 au collège de France et dans son livre La Guerre des races que la politique est un prolongement assurant aux dominants les conditions de la domination. D'après lui, le racisme d'État est structurellement incorporé à la façon de conduire la politique au profit des dominants,.
En 2017, le sociologue Éric Fassin définit le racisme d'État moderne comme « une expérience manifestement discriminatoire qui implique l’État, et pour lequel l’État a d'ailleurs été condamné par la justice ». Il s'agirait selon lui d'une culture nationale discriminatoire, visible par exemple dans le cas du contrôle au faciès. La politique de racialisation renvoie selon les défenseurs du concept au fait d'utiliser l'apparence d'une personne pour la considérer comme étrangère, différente de la norme locale.
Le racisme d'État se distingue du racisme individuel parce qu'il ne renvoie pas à l'idée répandue d'individus racistes commettant « des actes moralement ou juridiquement condamnés ». La notion repose sur une conceptualisation d'un ordre social hiérarchique incluant un système de privilèges pour les uns et de torts subis pour les autres.
Cependant, les stéréotypes négatifs nourrissent le racisme institutionnel et influenceraient les relations interpersonnelles. Les stéréotypes raciaux contribueraient ainsi aux schémas de ségrégation immobilière et conséquemment au redlining, et influenceraient les points de vue personnels au sujet du crime, de la législation ou encore des aides sociales.

### Allemagne
Githu Muigai, rapporteur spécial pour l'Organisation des Nations unies constate en 2009 des défauts dans la politique de lutte contre le racisme en Allemagne. Selon lui, le racisme y serait trop fréquemment associé à l'extrémisme politique de droite, et mal appréhendé dans sa globalité, notamment sa part de discrimination institutionnelle,,. L'institut allemand des droits de l'homme fait état en 2013 d'un racisme latent parmi les forces de l'ordre, et de leur pratique du profilage racial.
Amnesty International indique dans un rapport de juin 2016 que les forces de l'ordre pratiquent un racisme institutionnel envers les Allemands d'origine étrangère,.

### Canada
Pour Brieg Capitaine, l'idée de racisme systémique décrit bien la situation des populations autochtones au Canada anglais : la commission vérité et réconciliation a d'ailleurs popularisé cette notion de racisme systémique, et « mis en évidence le rôle de l’idéologie impérialiste et du racisme dans le génocide culturel perpétré contre les peuples autochtones ». En revanche, au Québec, son étude ethnographique menée à Sept-Îles entre 2005 et 2009 met en évidence des pratiques et des discours racistes relatives aux Innus qui ne correspondent pas à un système cohérent et unifié, mais plutôt à des logiques diverses et contradictoires. Ainsi, des lois ou politiques publiques réduisent les Autochtones à des positions racialisées, et s'apparentent ainsi « davantage à un racisme d’État ». Selon lui, la volonté de faire disparaître les peuples autochtones perdure, mais se manifeste à la fois par une volonté explicite d’assimilation, fondée sur une idéologie universaliste — dans laquelle on retrouve un certain évolutionnisme —, comme par un relativisme absolu, qui cantonne les peuples autochtones à une culture immuable, ce qui les exclut du monde contemporain. Ainsi, « maintenir les Innus dans des emplois précaires et sous-payés conviendrait à leur "culture" étrangère au salariat ».

### États-Unis

#### Accès au logement
Le rôle de la Home Owners' Loan Corporation, comme celui de l'Administration fédérale du logement dans les années 1930 sont débattus. Les banques déterminaient alors le risque de défaut de remboursement d'un prêt dans un quartier, et identifiaient les quartiers à risque élevé de défaut de remboursement. Ces quartiers avaient tendance à être des quartiers afro-américains, alors que les Américains blancs de la classe moyenne pouvaient recevoir des prêts au logement. Pendant plusieurs décennies, lorsque les Américains blancs de la classe moyenne ont quitté la ville pour s'installer dans de plus belles maisons en banlieue, les quartiers à prédominance afro-américaine ont été laissés à l'abandon. Les magasins de détail ont également commencé à se déplacer vers les banlieues pour être plus proches des clients. Des années 1930 aux années 1960, après la crise, l'Administration fédérale du logement de Franklin D. Roosevelt a permis la croissance de la classe moyenne blanche en fournissant des garanties de prêts aux banques, qui à leur tour, ont financé l'accession à la propriété des Blancs, mais n'a pas accordé de prêts aux Noirs. Le racisme institutionnel de l'Administration fédérale du logement a ensuite été tempéré par des changements dans les années 1970, puis plus récemment avec la réforme du Fair Housing Finance.
En 1968, la loi sur le logement équitable (Fair Housing Act) est promulguée pour éliminer les effets de la ségrégation raciale avalisée par l'État. Cependant, son impact est incertain. Les subprimes sont, dans les années 1990, une nouvelle pratique de prêt à risque et de prêt discriminatoire. Les taux d'intérêt élevés pèsent sur les quartiers à faibles revenus, qui pourraient être éligibles à des prêts à taux d'intérêt préférentiels équitables,.

#### Discrimination dans l'éducation
Dans le magazine The Atlantic, la journaliste Gillian B. White soutient qu'un exemple de racisme systémique résiderait dans le budget consacré aux écoles publiques américaines et la qualité de leurs enseignants. Aux États-Unis, les quartiers plus aisés sont généralement plus « blancs », et ont plus d'argent pour financer l'éducation des enfants et des meilleures conditions de travail pour les professeurs, même dans le système public.

### France
En France, l'emploi du terme « racisme d'État » est fortement controversé,,. Son emploi nécessite de distinguer d'une part les « États racistes », ayant adopté pendant leur histoire une législation raciste, et d'autre part un « racisme d'État » qui imprègne voire structure en profondeur des institutions. Ainsi, pour Pierre Tevanian, « les formes de racisme qui impliquent aujourd’hui l’Etat français ne sont pas du même ordre que les lois de Vichy, le Code noir esclavagiste ou le code de l’indigénat ».
L'expression s'est installée dans la scène médiatique de façon soudaine, en 2017 : elle apparaît comme un « objet-tabou » qui suscite des conflits sémantiques, et recouvre des enjeux politiques. Dhume, Dunezat, Gourdeau et Rabaud consacrent en 2020 un ouvrage à la question : peut-il exister en France un racisme d'État sans lois raciales stricto sensu ?

#### «Racisme d'État»: enjeux lors de la polémique Sud Éducation
En 2017, le syndicat Sud éducation 93 propose un stage qui crée une polémique,. Habitué des formations antiracistes, le syndicat infléchit cependant sa proposition en 2017 en invitant des chercheurs en sciences sociales, en organisant des ateliers en non-mixité, et en utilisant l'expression de « racisme d'État ». Le ministre de l'Éducation nationale Jean-Michel Blanquer porte plainte contre le syndicat pour diffamation, plus en raison des ateliers en non-mixité qu'à cause de l'expression « racisme d'État ». Selon Dhume, Dunezat, Gourdeau et Rabaud, la polémique qui s'ensuit révèle un clivage ou une séparation sémantique, académique puis politique entre deux perceptions du racisme en France : dans l'une, d'inspiration philosophique et politiste, fondée sur les travaux de Pierre-André Taguieff ou Immanuel Wallerstein, le racisme est conçu comme un fait individuel et moral, incompatible avec les « valeurs de la République », et que l'institution judiciaire peut poursuivre et punir. Dans l'autre perception, d'inspiration matérialiste et constructiviste, fondée sur les travaux de Colette Guillaumin et de Véronique de Rudder,, le racisme n'est plus un fait strictement individuel mais il « fait système, il désigne un rapport de pouvoir qui crée des groupes, et il s'apparente à un fait structurel dans lequel l'ensemble des individus se retrouvent enrôlés ».
Cette opposition se retrouve dans l'engagement différencié des acteurs antiracistes, comme dans l'action publique. Ainsi, la Ligue internationale contre le racisme et l'antisémitisme (LICRA), la Ligue des Droits de l'Homme (LDH), le Mouvement contre le racisme et pour l'amitié entre les peuples (MRAP), SOS Racisme comme l'État, s'inscrivent dans un antiracisme institutionnalisé, qui lutte contre un racisme individuel et moral. En opposition, un antiracisme dit « politique », ou « critique », ou également « radical » se définit en interprétant le racisme comme « système d'oppression lié à l'État, au colonialisme et à l'économie capitaliste »,.
Dans les médias, et lors de cette polémique, la notion de « racisme d'État » est majoritairement réfutée. Il s'agit soit de dépassionner le débat, en renvoyant plutôt à la notion de racisme systémique, soit (plus à gauche) de réserver le terme de « racisme d'État » aux régimes politiques qui ont promu une législation raciste, comme le propose le sociologue Michel Wieviorka,, soit enfin (plus à droite, et notamment au Figaro), en insistant sur l'universalisme républicain, de déjouer ce qui apparaît comme « une offensive indigéniste, décoloniale, racialiste, raciste, séparatiste, communautariste, multiculturaliste et islamiste ».

#### Hypothèse du racisme d'État à l'école, dans la police, dans les politiques migratoires
Selon Dhume, Dunezat, Gourdeau et Rabaud, il est utile de tester l'hypothèse d'un racisme d'État — c'est-à-dire d'une discrimination systémique, et non systématique, impliquant l'État — en France, notamment à l'école, dans la police, et dans les politiques migratoires.

##### Racisme et école
L'institution scolaire envisage le racisme comme une discrimination « entre élèves », contre laquelle elle lutte, en tant qu'institution « égalitaire et antiraciste ». Pour Dhume, Dunezat, Gourdeau et Rabaud, il existe cependant une dimension structurelle de phénomènes qui interrogent le rôle de l'institution : d'abord la disqualification scolaire de certains groupes sociaux, ensuite une politique scolaire antiraciste marquée par « de profondes ambiguïtés », enfin un « prisme ethnicisant ou racisant, dans lequel le présupposé d'inadaptation sert d'explication tant à l'échec scolaire qu'aux difficultés de l'école », lorsque le Ministère de l'Éducation nationale investit la question de la « scolarisation des enfants d'immigrés », ou de leurs descendants. Pour Violaine Morin, il est difficile d'isoler l'origine de l'élève de son milieu social ; cependant, un faisceau d’indices indiquent un impact de l’origine ethnique dans les trajectoires des élèves.
La loi du 15 mars 2004 sur les « signes religieux ostentatoires » pour les élèves contredit le Pacte international relatif aux droits civils et politiques de 1966, ce qui a valu à la France en 2012 une condamnation du Comité des droits de l'homme, et une invitation de la Commission européenne contre le racisme et l'intolérance à examiner cette loi « d'un point de vue de la discrimination indirecte ». Ainsi, pour Dhume, Dunezat, Gourdeau et Rabaud, « une partie des politiques institutionnelles, des normes qui structurent l'institution et ses métiers, ou encore des représentations des publics, contribuent à organiser et à légitimer des processus racistes et discriminatoires » à l'école,.

##### Racisme et institution policière
Pour Dhume, Dunezat, Gourdeau et Rabaud, l'étude du racisme dans l'institution policière doit dépasser les manifestations individuelles,, (actes ou prises de parole) de racisme de policiers pour s'intéresser à un fonctionnement plus global et plus complexe : « le racisme policier n'est pas d'abord ni principalement idéologique ». En revanche, l'institution policière peut être en partie l'héritière de dispositifs construits et expérimentés dans l'expérience coloniale, et appliqués au XXIe siècle au traitement des banlieues ; le racisme joue par ailleurs un rôle dans la socialisation professionnelle des policiers : si « l'ensemble des policiers ne peut être taxé de raciste, […] le corps des policiers protège ceux qui le sont, même si en eux-mêmes ils condamnent cette attitude. L'esprit de corps pèse lourd et la pression du groupe s'exerce à plein en ce domaine ». Certaines orientations des politiques publiques — la lutte contre la délinquance, contre l'immigration irrégulière, ou la logique du chiffre — peuvent favoriser le recours à des catégories raciales, et encourager l'expression du racisme.
Un racisme systémique ou institutionnel, s'exprimerait ainsi dans les refus de dépôt de plainte, ou dans certaines provocations et violences racistes, pour lesquelles le principe de légitime défense servirait d'alibi juridique, ainsi que, selon la sociologue Sophie Body-Gendrot, « l'outrage ou le délit de rébellion [qui] sont systématiquement utilisés par les policiers pour masquer des comportements discriminatoires ». Il s'exprimerait également dans un profilage racial et la pratique du contrôle au faciès, dénoncée et condamnée,,,,. L'existence de fichiers policiers tels le STIC puis TAJ contenant le signalement d'individus sur une base raciale, en dépit de recommandations de la CNIL, du Défenseur des droits et de l'Assemblée nationale montrerait l'attachement de l'institution à « une sorte d'évidence essentielle des catégories raciales ». Au-delà des questions de recrutement, l'expérience professionnelle policière est également marquée par « l'entre-soi policier […] structuré par le recours à des catégories, notamment raciales, sociales et de genre, qui divisent et hiérarchisent le corps professionnel, et témoignent des normes implicites du statut policier : blanchité et virilité ».
Selon les défenseurs du concept de racisme d'État, comme pour la Commission nationale consultative des droits de l’homme, le racisme policier provoquerait une perte de confiance des populations « racisées » envers l'État censé les protéger. Éric Fassin estime que les personnes issues de certains groupes sociaux déterminés peuvent craindre « que leur enfant ou leur frère ne rentre pas le soir parce qu’ils auraient croisé au mauvais moment la police », parce que « ces personnes voient que les agents de l’État visent explicitement certaines personnes, et […] on voit que les policiers sont rarement condamnés ».
L'historien Patrick Weil considère que les contrôles d'identité sont une discrimination structurelle, qu'il rapproche du code de l'indigénat, alors que le Président de la République Emmanuel Macron accuse le monde universitaire d'avoir « encouragé l’ethnicisation de la question sociale en pensant que c’était un bon filon »,.

##### Politiques migratoires
En se fondant sur les expulsions de Roms décidées par Nicolas Sarkozy en 2010, et critiquées par la commissaire européenne pour la justice, la liberté et la sécurité Viviane Reding, l'historienne Sophie Wahnich pointe dans un article intitulé Contre le racisme d'État ce paradoxe : « c’est au nom des Lumières et de leur défense qu’il s’agit d’exclure des populations soupçonnées de ne pouvoir s’acculturer à ces Lumières ». Elle rappelle avec Sieyès que le peuple de la Révolution française est avant tout une communauté politique, non une communauté de sang, ou ethnicisée. Elle juge ainsi insupportable « un pouvoir, sûr de son idéologie arc-boutée à la revalorisation de la notion d’identité nationale, [qui propose] des procédures classiques d’identification collective et d’exclusion aussi imaginaires qu’efficaces dans leur traduction juridique bien réelle ». Sur ce même sujet, le philosophe Jacques Rancière estime en 2011 que l'expulsion des Roms n'est pas une attitude opportuniste de l'État pour exploiter les thèmes racistes et xénophobes. Il s'agit plutôt d'un « racisme froid », d'une création de la raison d'État : « le racisme d’aujourd’hui est donc d’abord une logique étatique et non une passion populaire », logique qui au nom de l'universalité accumule contradictions et amalgames, et donne à l'État le pouvoir discrétionnaire de conférer ou supprimer des identités. La lutte contre un racisme populaire aurait ainsi permis de légitimer progressivement « une nouvelle forme de racisme : racisme d’État et racisme intellectuel "de gauche" ».

### Royaume-Uni
La commémoration — ou absence de commémoration — des soldats issus des anciennes colonies britanniques et morts au combat pose question : en mars 2021, un rapport du gouvernement conclut un rapport controversé en indiquant que le Royaume-Uni n'était pas « institutionnellement raciste » ; un rapport du Commonwealth War Graves Commission, qui fait état d'un « racisme généralisé », amène l'institution et le gouvernement à présenter leurs excuses en avril.